# NGC 173
NGC 173 è una vasta galassia a spirale situata nella costellazione della Balena.

## Descrizione
Ha una classe di luminosità III e presenta una larga riga a 21 cm dell'idrogeno neutro. Data la sua luminosità superficiale di 15,30, può essere considerata una galassia a bassa luminosità superficiale (abbreviata in LSB, acronimo dell'inglese low surface brightness). Le galassie LSB sono classificate come diffuse (D) e con una brillantezza inferiore di almeno una magnitudine a quella del cielo notturno.

## Scoperta
NGC 173 è stata scoperta il 28 dicembre 1790 dall'astronomo inglese William Herschel.

## Gruppo di NGC 192
NGC 173 fa parte del gruppo di NGC 192, un raggruppamento che contiene almeno altre 5 galassie: NGC 192, NGC 196, NGC 197, NGC 201 e NGC 237.
Quattro delle galassie di questo gruppo (NGC 192, NGC 196, NGC 197 e NGC 201) sono incluse anche nella raccolta Hickson Compact Group (HCG), dove sono registrate con il numero HCG 7.